# Su Sung
Su Sung (čínsky pchin-jinem Sū Sòng, znaky zjednodušené 苏颂, tradiční 蘇頌; 1020 – 1101) byl čínský vědec a vynálezce z období dynastie Sung. Díky širokému rozsahu oborů jeho činnosti bývá někdy řazen k polyhistorům; věnoval se například matematice, mechanice (zejména hodinářství), astronomii, kartografii, farmakologii, mineralogii, zoologii, botanice nebo architektuře.
Mimořádných výsledků dosáhl v oblasti konstrukce hodinářských mechanismů; dále se věnoval poezii, byl státním úředníkem a působil v diplomatických službách sungské dynastie. Jeho současníkem byl další čínský učenec a polyhistor Šen Kua.

## Život a dílo
Narodil se v roce 1020 v prefektuře Čchüan-čou v provincii Fu-ťien. Po absolvování čínských úřednických zkoušek (vynikl díky své eseji o čínském kalendáři) působil na mnoha významných pozicích ve veřejné správě dynastie Sung, včetně tří kanceláří a šesti ministerstev; nejdřív byl ministrem státní správy, pak byl v roce 1086 jmenován ministrem trestů. V roce 1077 byl vyslán na diplomatickou misi do říše Liao; kromě jiného pomohl urovnat hraniční spor mezi oběma říšemi.
K jeho nejvýznamnějším vědeckým výsledkům patří například sestavení mapy hvězdné oblohy (jež je dodnes nejstarší dochovanou podobnou mapou v tištěné formě) a redakce rozsáhlého farmakologicko-mineralogického pojednání, v němž tým učenců vytvořil například klasifikaci minerálů, popsal len setý nebo odhalil stimulační účinky efedrinu.
V roce 1088 vytvořil v středověkém Kchaj-fengu mimořádně důmyslné vodní hodiny založené na hydraulickém principu a s obsaženým krokovým mechanismem; šlo o první mechanické hodiny světa, které navíc kromě času ukazovaly i pohyb Slunce, Měsíce a planet. Su Sungovo hodinářské pojednání z roku 1092 vyšlo v roce 1094 a představuje (kromě jiného) nejstarší dochovanou zmínku o nekonečném řetězovém pohonu a významný důkaz technologické vyspělosti soudobé čínské civilizace.